# Lisa LeBlanc (album)
Lisa LeBlanc è l'album di debutto eponimo della cantante canadese Lisa LeBlanc, pubblicato il 27 marzo 2012 su etichetta discografica Bonsound Records.

## Tracce
1. Cerveau ramolli – 2:44
2. Du duvet dans les poches – 2:30
3. Motel – 3:58
4. Juste parce que j'peux – 3:16
5. Câlisse-moi là – 3:52
6. J'pas un cowboy – 3:31
7. Chanson d'une rouspéteuse – 2:18
8. Lignes d'hydro – 5:06
9. Y fait chaud – 2:58
10. Avoir su – 4:08
11. Kraft Dinner – 3:13
12. J't'écris une chanson d'amour – 3:57
13. Aujourd'hui, ma vie c'est d'la marde – 3:38

## Classifiche
| Classifica (2012–13) | Posizione massima |
| -------------------- | ----------------- |
| Canada               | 8                 |
| Francia              | 101               |